# Welker Award
Der Welker Award ist ein seit 1976 vergebener Preis des International Symposium on Compound Semiconductors auf dem Gebiet der III-V-Verbindungshalbleiter. Er ist nach dem Physiker Heinrich Welker († 1981) benannt. 1982 stiftete die Siemens AG die Heinrich-Welker-Goldmedaille, die mit dem Preis des Compound Semiconductor Symposium vereinigt wurde und nachträglich an dessen frühere Preisträger (seit 1976) vergeben wurde.

## Preisträger
- 1976 Nick Holonyak
- 1978 Cyril Hilsum
- 1980 Hisayoshi Yanai
- 1981 Gerald L. Pearson
- 1982 Herbert Kroemer
- 1984 Izuo Hayashi
- 1985 Heinz Beneking
- 1986 Alfred Y. Cho
- 1987 Zhores I. Alferov
- 1988 Jerry M. Woodall
- 1989 Don W. Shaw
- 1990 Greg Stillman
- 1991 Lester F. Eastman
- 1992 Harry C. Gatos
- 1993 James Turner
- 1994 Federico Capasso
- 1995 Isamu Akasaki
- 1996 Ben G. Streetman
- 1997 M. George Craford
- 1998 Takashi Mimura
- 1999 Claude Weisbuch
- 2000 James S. Harris
- 2001 Karl Hess
- 2002 Hiroyuki Sakaki
- 2003 Klaus Ploog
- 2004 James J. Coleman
- 2005 Hans Melchior
- 2006 Marc Ilegems
- 2007 Kenichi Iga
- 2008 Günter Weimann
- 2009 Daniel Dapkus
- 2010 Pallab Bhattacharya
- 2011 Yasuhiko Arakawa
- 2012 Umesh Mishra
- 2013 Thom Foxon
- 2014 Gérald Bastard
- 2015 Dieter Bimberg
- 2016 Joe C. Campbell
- 2017 Chennupati Jagadish
- 2018 Bernard Gil
- 2019 Hideo Ohno
- 2020 Henning Riechert
- 2021 Alfred Forchel
- 2022 Constance Chang-Hasnain
- 2023 Larry A. Coldren[1]
- 2024 Jean-Michel Gérard[2]
- 2025 Chris G. Van de Walle[3]